# Erik Rhodes (acteur pornographique)
Pour l’article homonyme, voir Erik Rhodes.
Erik Rhodes (né James Elliott Naughtin), né le 8 février 1982 à Long Island et mort le 14 juin 2012, est un acteur pornographique gay.
Il est connu pour son apparence virile et son corps bodybuildé. Il a joué avec Matthew Rush dans Heaven to Hell. Il a une scène avec Brent Corrigan dans The Velvet Mafia.
Il meurt d'une crise cardiaque dans son sommeil le 14 juin 2012.

## Vidéographie
- Studio 2000
  - Flesh (2004)
- Falcon Entertainment
  - Super Soaked (2005)
  - Heaven To Hell (2005)
  - Flex (2005)
  - Cross Country 1 & 2 (2005)
  - Driver (2005)
  - Beefcake (2006)
  - From Top to Bottom (2006)
  - The Velvet Mafia 1 (2006)
  - Basic Plumbing 3 (2006)
  - The Farmers Son (2007)
  - Rush and Release (2007)
  - Ivy League (2007)
  - Dare (2007)
  - Overtime (2007)
  - Fleet Week (2008)
  - Afterparty (2008)
  - Best Men Part 1: The Bachelor Party (2008)
  - Best Men Part 2: The Wedding Party (2008)
  - Asylum (2009)
- Dark Alley Media
  - L.A. Zombie (2010)